# Comté de Beauharnois
Pour les articles homonymes, voir Beauharnois.
Le comté de Beauharnois était un comté municipal du Québec ayant existé entre 1855 et le début des années 1980. Le territoire qu'il couvrait fait aujourd'hui partie de la région de la Montérégie et est compris dans la municipalité régionale de comté de Beauharnois-Salaberry. Son chef-lieu était la ville de Beauharnois.

## Municipalités situées dans le comté
- Salaberry-de-Valleyfield
- Beauharnois
- Saint-Louis-de-Gonzague